# Агаджанян, Бен
Бенджамин Джеймс Агаджанян (или Бен Агаджанян, англ. Ben Agajanian; 28 августа 1919, Санта-Ана, Калифорния, США — 8 февраля 2018, Катидрал-Сити, Калифорния, США) — игрок в американский футбол, в основном нападающий в Национальной футбольной лиге, а также в Всеамериканской футбольной конференции и Американской футбольной лиге. Пионер плейскикинга. Один из самых уважаемых тренеров по ударам ногами всех времён. Включён в Зал славы профессионального футбола.   

## Биография
Бенджамин Джеймс Агаджанян родился 28 августа 1919 года в Санта-Ане в семье армянских иммигрантов.
Окончил среднюю школу Сан-Педро в Лос-Анджелесе. Играл в американский футбол в колледже Комптон Джуниор и Университете Нью-Мексико в Альбукерке. Во время Второй мировой войны служил в ВВС США в качестве инструктора по физической подготовке.
Агаджанян профессионально играл в Национальной футбольной лиге с 1945 по 1959 год, затем в недавно сформированной Американской футбольной лиге за команду Los Angeles/San Diego Chargers в 1960, 1961 и 1964 годах. Он также играл за Dallas Texans в 1961 году и за Oakland Raiders в 1962 году. Он был одним из двух игроков (другим был Харди Браун), которые играли во Всеамериканской футбольной конференции, Американской футбольной лиге и Национальной футбольной лиге.
В 1939 году во время игры в колледже Агаджанян получил травму четырёх пальцев на рабочей ноге, которые впоследствии были ампутированы в результате несчастного случая на производстве, но он преодолел травму и стал вторым специалистом по ударам в профессиональном футболе (после Мозе Келша), забивая филд-голы за 10 различных профессиональных команд в 1940-х, 1950-х и 1960-х годах, включая двух чемпионов НФЛ: New York Giants в 1956 году и Green Bay Packers в 1961 году. После ухода с поля в возрасте 45 лет он в течение 20 лет был тренером по ударам в Dallas Cowboys.

### Плейскикинг
Агаджанян был самым первым игроком в истории профессионального футбола, которого держали в составе только для того, чтобы он бил с места. До Агаджаняна били парни, которые играли на других позициях. Он также был первым игроком, который настоял на том, чтобы шнурки на футбольном мяче были вывернуты наружу.